# ديفيد كناري
ديفيد كناري (بالإنجليزية: David Canary)‏ مواليد 25 أغسطس 1938 في إنديانا، الولايات المتحدة - الوفاة 16 نوفمبر 2015 في ويلتون، كونيتيكت، الولايات المتحدة، كان ممثل أمريكي بدأ مسيرته الفنية عام 1965.

## الأعمال
- حياة واحدة للعيش
- اكبح حماسك

## وصلات خارجية
- ديفيد كناري على موقع IMDb (الإنجليزية)
- ديفيد كناري على موقع ألو سيني (الفرنسية)
- ديفيد كناري على موقع قاعدة بيانات برودواي على الإنترنت (الإنجليزية)
- ديفيد كناري على موقع إن إن دي بي (الإنجليزية)
- ديفيد كناري على موقع ديسكوغز (الإنجليزية)
- ديفيد كناري على موقع قاعدة بيانات الفيلم (الإنجليزية)